# Charlie Bauerfeind
Charlie Bauerfeind, nato Karl Rudolf Bauerfeind (Erlangen, 30 maggio 1963), è un produttore discografico e fonico tedesco, noto per aver prodotto album di gruppi power metal come Angra, Blind Guardian, Helloween, Primal Fear, Rage, HammerFall e Saxon.

## Discografia

### Angra
- Angels Cry – 1993
- Holy Land – 1995/1996
- Freedom Call – 1996
- Holy Live - 1997

### Blind Guardian
- Nightfall in Middle-Earth - 1997/1998

Mixing del brano Mirror Mirror
- A Night at the Opera - 2000/2001
- A Twist in the Myth (2006)
- At the Edge of Time (2010)

### Gamma Ray
- Insanity and Genius - 1993
- Land of the Free - 1994/1995
- Somewhere Out in Space - 1997

### HammerFall
- Crimson Thunder - 2002
- Chapter V; Unbent, Unbowed, Unbroken - 2005
- Threshold - 2006
- No Sacrifice, No Victory - 2009

### Helloween
- The Dark Ride - 2000
- Treasure Chest -  2002
- Rabbit Don't Come Easy - 2003
- Keeper of the Seven Keys - The Legacy - 2005
- Gambling with the Devil - 2007
- Unarmed - Best of 25th Anniversary - 2009

### Viper
- Evolution - 1992
- Vipera Sapiens - 1992